# ヤコポ・デーツィ
ヤコポ・デーツィ（Jacopo Dezi、1992年2月10日 - ）はイタリアのサッカー選手。ポジションはMF。ヴェネツィアFC所属。

## 経歴
2011年6月20日、SSCナポリと契約した。2013年7月、FCクロトーネに期限付き移籍した。2017年7月25日、パルマ・カルチョ1913に期限付き移籍した。2018年に完全移籍となった。2021年2月1日、ヴェネツィアFCに移籍した。